# Stellvia
Stellvia of the Universe (яп. 宇宙のステルヴィア утю: но сутэрувиа, иногда сокращённо Stellvia) — аниме-сериал, созданный в 2003 году студией XEBEC и режиссёром Тацуо Сато, известным также по сериалу «Martian Successor Nadesico». По мотивам сериала была выпущена также манга-адаптация Рё Адзуки, а в 2005 году был анонсирован полноценный сиквел, однако 10 августа 2005 года он был отменён по необъявленным причинам. Аниме было лицензировано российской компанией Мега-Аниме в 2007 году, но впоследствии было удалено из списка лицензий компании.
Действие сериала происходит в 2356 году, через 189 лет после того, как мощнейшая электромагнитная буря, вызванная взрывом Беты Южной Гидры, опустошила Землю, уничтожив 99 % её населения. За почти два столетия с момента катастрофы, человечество успело не только восстановить свою цивилизацию, но и обнаружить новую опасность — вторую ударную волну, несущую в себе не радиацию, а материальные остатки сверхновой, грозящие уничтожением Солнечной системе. Чтобы защитить Землю от повторного катаклизма, был выработан план «Великой Миссии», согласно которому в космос были запущены пять колоссальных космических станций, «Основ», которые должны возвести над планетой огромный энергетический щит и удерживать его, пока взрывная волна не пройдёт через Солнечную систему. Молодые юноши и девушки всего мира считают за честь получить высшее образование на одной из Основ, поэтому повествование сериала ведётся от лица учащихся на космической станции «Стеллвия», которым предстоит встретить лицом к лицу не только второй удар сверхновой, но и истинную причину её взрыва.
Сериал был высоко оценён критиками за несомый им утопично-оптимистичный заряд, позволяющий сравнивать это аниме с литературными произведениями золотого века фантастики и, конкретно, работами в этом жанре Ивана Ефремова (в первую очередь, с «Туманностью Андромеды»). Широкой популярности сериал, однако, не получил, что, возможно, сказалось на отмене продолжения.

## Сюжет
За несколько месяцев до начала «Великой Миссии» на «Стеллвии» начинается новый учебный год, и первокурсники, среди которых Сима Катасэ, Кота Отояма и Алиса Гленнорс, начинают понемногу обживаться в космосе. Большое волнение вызывает среди учащихся объявление, что к исполнению «Великой Миссии» наряду с «Большой четвёркой» будут допущены лучшие ученики и более младших курсов. Хотя Катасэ с треском проваливает экзамены по пилотированию, а Кота никогда не получает оценок выше средних, именно этих двоих назначают пилотами крупного антропоморфного космического аппарата «Инфинити» (англ. «Infinity» — «Бесконечность»), разработанного для ликвидации наиболее опасных «пробоев» в планетарном щите. Благодаря умениям и самоотверженности пилотов и техников, «Великая Миссия» оканчивается полной победой человечества.
Во время совместных тренировок Сима и Кота влюбляются друг в друга и начинают встречаться, поэтому по окончании «Великой Миссии» вместе отправляются отдыхать на Землю. Как бы то ни было, в тот же день их срочно вызывают обратно в космос: что-то неладное творится на самой отдалённой от планеты Основе — «Ультиме», — и объединённое правительство Земли опасается, что теперь, когда глобальная угроза человечеству исчезла, одна из Основ решила начать войну (явление, о котором не слыхали почти два столетия) с помощью разработанных для «Миссии» технологий. Позднее выясняется, что все обитатели «Ультимы» были эвакуированы в связи с появлением космических аппаратов неведомых агрессоров, взломавших электронные системы станции, однако несколько учёных остались внутри. Для их спасения создаётся «боевой отряд», в которых входят и Сима с Котой.
Достигнув «Ультимы», силы «Стеллвии» вступают в бой с агрессорами, несут серьёзные потери, но к станции не пробиваются. Когда становится ясно, что им противостоят не люди, а инопланетяне, запертых учёных неожиданно выпускают, а пустая станция исчезает на глазах ошеломлённых людей вместе с пришельцами. Оказывается, что учёные «Ультимы» всё это время вели наблюдение за явлением, названным ими «космическим разрывом» (англ. «cosmic fracture»), которое уничтожило Бету Гидры и теперь движется к Солнцу. Саму Основу пришельцы, как выясняется, забросили прямо в «разрыв», уменьшив его скорость в 35 раз и выиграв людям свыше сотни суток, чтобы принять необходимые меры. На Земле немедленно начинается подготовка к «Миссии Генезиса», нацеленной на ликвидацию «разрыва».
Кота и Сима вновь оказываются в составе миссии и, переборов свои страхи и неуверенность в собственных силах, успешно овладевают пилотированием «Инфинити» и «Алкионы» (нового меха Симы, названного в честь героини древнегреческих мифов). Когда «космический разрыв» достигает Солнечной системы, в него одна за другой посылаются оставшиеся Основы, чтобы замедлить его продвижение и разрушить его структуру точечным энергетическим ударом, направляемым Котой и Симой. Благодаря помощи всех обитателей «Стеллвии», «разрыв» удаётся уничтожить, но лишь пожертвовав самой Основой. В последних кадрах сериала, через два года после завершения «Миссии Генезиса», Сима и её друзья, уже старшеклассники заново отстроенной «Стеллвии», приветствуют новых первокурсников, среди которых находится младший брат Симы и сестра Алисы Гленнорс.

## Персонажи

### Первокурсники

Сима Катасэ

Кота Отояма

Яёи Фудзисава

Сима Катасэ (яп. 片瀬志麻) — прозванная Алисой «Си́пон» (яп. しーぽん си:пон),главная героиня сериала, от лица которой в большинстве случаев ведётся повествование. В космос её привело, по её словам, желание «видеть звёзды перед собой, а не над головой», поэтому, несмотря на откровенное отсутствие талантов в пилотировании космических аппаратов, Сима до самого конца не меняет свой профиль обучения (как, например, Алиса). Помогают ей в этом её гениальные способности в другой сфере деятельности — программировании: так, например, будучи не в состоянии вручную провести свою машину сквозь скопление астероидов, Сима за считанные минуты создаёт программу, в реальном времени рассчитывающую положение всех физических объектов в округе. В начале своего обучения на «Стеллвии» Сима очень болезненно относится к любым неудачам, однако позднее учится признавать собственные ошибки. Благодаря своим талантам, она получает приглашение пилотировать «Инфинити» вместе с Котой, с которым она к тому моменту встречается и в личной жизни.
Сэйю: Ай Нонака
Кота Отояма (яп. 音山光太) — одноклассник и возлюбленный Симы и большая загадка для окружающих. О его происхождении известно очень мало, однако его старшая сестра владеет личной обсерваторией на Хоккайдо. Хотя он постоянно получает оценку «C» (аналог «тройки») по всем предметам, включая пилотирование, Кота демонстрирует феноменальные способности, спасая Симу от нападения Аяки Матиды, «выжимая» из своего тренировочного летательного аппарата много больше, чем он на то способен. Это и его «особое видение» космоса, по словам Ричарда Джеймса, стало причиной его приглашения на должность первого пилота «Инфинити». Когда его спрашивают о столь явных расхождениях между оценками и его истинными способностями, Кота предпочитает отшучиваться, а Пьер Такида отмечает, что «ястребы не показывают своих когтей».
Сэйю: Такахиро Мидзусима
Алиса Гленнорс (яп. アリサ・グレンノース ариса гурэнно:су) — ближайшая подруга Симы на «Стеллвии», а также первая, с кем та познакомилась в космосе, её соседка по комнате и одноклассница. Хотя Алисе далеко до академических и спортивных достижений подруги, она видит в Симе образец для подражания и считает себя её поклонницей номер один. Не пройдя ряд экзаменов по пилотированию, Алиса принимает решение перейти на другой поток и сконцентрироваться на профессии механика.
Сэйю: Юки Мацуока
Яёи Фудзисава (яп. 藤沢やよい) — самая старшая из одноклассников Симы, потому что в 2354-м году она уже поступала в академию на «Стеллвии», однако вынуждена была прервать обучение в связи с «несчастным случаем» во время тренировки по пилотированию. Как выясняется к середине сериала, «несчастный случай» был подстроен Аякой Матидой, боявшейся, что Яёи станет лучше её в этой дисциплине. Когда Аяка поняла, что её действия могут стоить Яёи жизни, она её спасла, но та всё равно долгое время провела в больнице. Когда Аяка пытается проделать то же самое с Симой, Яёи предупреждает об этом Коту, однако впоследствии отрицает под присягой вину Аяки в покушении на свою жизнь. Причины этого становятся ясны к концу аниме, когда Яёи косвенно признаётся в романтических чувствах к Аяке.
Сэйю: Фумико Орикаса
Джои Джонс (яп. ジョイ・ジョーンス дзёи дзё:нсу) — весёлый и шумный парень, прозванный друзьями «Джоджо», часто лучащийся энтузиазмом, но редко достигающий успехов в учёбе. Неожиданно для всех покоряет сердце Акиры Каямы и неоднократно выводит свою нелюдимую подругу из депрессии.
Сэйю: Акио Суяма
Акира Каяма (яп. 栢山晶) — тихая, нелюдимая девушка, кажущаяся потому старше остальных одноклассников, и соседка Яёи по комнате. В начале сериала ей очень трудно подолгу находиться в большой компании, однако со временем она начинает получать удовольствие от пребывания среди одноклассников и даже встречаться с Джои Джонсом.
Сэйю: Риэ Танака
Пьер Такида (яп. ピエール・タキダ пиэ:ру такида) — одноклассник Симы, не имеющий никаких особых заслуг помимо умения производить хорошее впечатление на окружающих. В какой-то момент Пьер признаётся в любви Яёи, но та ему отказывает (вероятно, из-за своих чувств к Аяке), однако советует ему не терять надежду.
Сэйю: Юдзи Уэда
Масару Одавара (яп. 小田原大) — прозванный Симой «Дай-тян», последний из ближайших друзей Симы на «Стеллвии». В начале сериала он предпочитает пассивную роль в происходящем и его часто можно увидеть в компании Пьера и Джои. Ближе к концу, однако, Масару становится неявным лидером всей компании, организовывая и координируя их действия во время «Миссии Генезиса».
Сэйю: Мицуки Сайга

### «Большая четвёрка»
«Большой четвёркой» зовут четверых лучших учащихся последнего курса на «Стеллвии». Помимо репрезентативных обязанностей, «Четвёрка» в полном составе входит в сборную «Стеллвии» по астроболу (командная игра с мячом в космосе).
Аяка Матида (яп. 町田・初佳) — одна из наиболее неоднозначных личностей в сериале, Аяка Матида страдает тайным комплексом неполноценности, заставляющем её всегда стремиться во всём быть лучше окружающих, даже если это подразумевает аморальные поступки. Так, например, она подстроила «несчастный случай» с Яёи в 2354-м (хотя она же, испугавшись, её тогда и спасла) и собиралась сделать тоже самой с Симой, пока её не остановил Кота. Так как изгнание с позором со «Стеллвии» стало бы для Аяки фатальным событием, Яёи публично отказалась от своих подозрений на счёт «несчастного случая» и тем самым спасла её карьеру. После этого случая, Аяка и Яёи стали проводить больше времени друг с другом, а в последней серии из их разговора можно сделать вывод, что их связывают романтические чувства.
Сэйю: Мэгуми Тоёгути
Кент Остин — неформальный лидер «Большой четвёрки», считающий себя ответственным за происходящее с ними, в первую очередьс Аякой.
Сэйю: Дайсукэ Кисио
Надзима Гэйбл — очень уравновешенная девушка с пристрастием к философии, медитации и классической литературе, из которой часто приводит подходящие к текущей ситуации цитаты.
Сэйю: Роми Паку
Сёдзин Рицуо — прозванный окружающими «Ниндзя» за свою манеру одеваться и вести себя, последний член «Большой четвёрки», очень много времени и усилий уделяющий тренировкам. Демонстрирует интерес к культуре Японии, но мало разбирается в повседневных вещах: например, когда Сима спрашивает, не найдётся ли у него звезды для новогодней ёлки, он, не раздумывая, дарит ей один из своих сюрикэнов, который она оставляет у себя как талисман.
Сэйю: Нобуюки Хияма

### Педагоги
Ричард Джеймс — глава учительского коллектива «Стеллвии», проводивший вступительное интервью с Симой. Джеймс всегда добродушен и оптимистичен и зачастую убеждает коллег довериться собственному суждению учащихся, когда они попадают в критические ситуации.
Сэйю: Кацуносукэ Хори
Карл Хаттер — учитель на «Стеллвии», известный своей невозмутимостью и безэмоциональностью. Часто проводит время в компании с Ричардом Джеймсом, например, играя в шахматы (и почти всегда ему проигрывая), а при принятии важных решений противопоставляет оптимизму Джеймса свой скепсис. Как выясняется к концу сериала, Хаттер — наблюдатель-прогрессор, присланный на Землю инопланетной цивилизацией, в 17 серии уничтожившей Основу «Ультима». В критический момент он открывается Джеймсу и передаёт ему шифры инопланетян, чтобы люди могли раскодировать присланные ими данные о «космическом разрыве».
Сэйю: Масахико Танака
Дзинрай Сироганэ (яп. 白銀・迅雷) — преподаватель научных дисциплин и ярый болельщик астробола, которым увлекался в молодости. Благодаря своей решительности и приверженности общему делу Сироганэ неоднократно избирается лидером наиболее рискованных операций в сериале.
Сэйю: Кэйдзи Фудзивара
Лэйла Бартэс — инструктор по пилотированию и сама, в прошлом, пилот высшего класса. По не до конца ясным причинам Бартэс была лишена своего «элитного» статуса и долгое время не могла найти себе занятия, однако после серьёзной аварии на недостроенной космической станции она пересмотрела свои взгляды на жизнь и стала преподавательницей.
Сэйю: Наоми Синдо

### Прочие персонажи

Ринна Кадзамацури

Ринна Кадзамацури (яп. 風祭・りんな) — дочь директора Основы «Ультима», временно отправленная на более безопасную «Стеллвию» во время «Великой Миссии». Увидев спортивные успехи Симы в астроболе, она немедленно объявила её своей соперницей и лучшей подругой. Так как на «Ультиме» (самой новой из Основ) очень мало детей, школ там нет, однако Ринна много тренировалась самостоятельно, поэтому намного опережает сверстников в умении водить космические аппараты и работать в невесомости. Позднее, однако, становится ясно, что при всей её браваде Риннав, в сущности, ещё ребёнок, которому намного важнее быть с родителями, чем доказывать свои способности.
Сэйю: Рё Хирохаси

## Список серий
| Показать | Показать                                                            | Показать            |
| № серии  | Название серии                                                      | Трансляция в Японии |
| -------- | ------------------------------------------------------------------- | ------------------- |
| 1        | Добро пожаловать! «Ё:косо» (ようこそ)                               | 02.04.2003          |
| 2        | Потеря направления «Томадой» (とまどい)                             | 09.04.2003          |
| 3        | Простите! «Гомэннасай» (ごめんなさい)                               | 16.04.2003          |
| 4        | Удачи! «Гамбаримасу» (がんばります)                                 | 23.04.2003          |
| 5        | Причина «Киккакэ» (きっかけ)                                        | 30.04.2003          |
| 6        | Я не проиграю! «Макэмасэн» (まけません)                             | 07.05.2003          |
| 7        | Обидно «Куясий ё» (くやしいよ)                                      | 14.05.2003          |
| 8        | Я? «Ватаси дэсу ка?» (わたしですか？)                               | 21.05.2003          |
| 9        | Мы пошли! «Иттэкимасу» (いってきます)                               | 28.05.2003          |
| 10       | С возвращением! «Окаэринасай» (おかえりなさい)                      | 04.06.2003          |
| 11       | Настоящая ты «Хонто но Аната» (ほんとうのあなた)                    | 11.06.2003          |
| 12       | Признание «Кокухаку» (こくはく)                                     | 18.06.2003          |
| 13       | Зимние каникулы «Фую Ясуми» (ふゆやすみ)                            | 25.06.2003          |
| 14       | Мечты и реальность «Юмэ то Гэндзицу» (ゆめとげんじつ)               | 02.07.2003          |
| 15       | Я не знаю «Вакаримасэн» (わかりません)                              | 09.07.2003          |
| 16       | Под подозрением «Утагай но Нака дэ» (うたがいのなかで)              | 16.07.2003          |
| 17       | Бой «Татакай» (たたかい)                                            | 23.07.2003          |
| 18       | Далекий голос «То:й Коэ» (とおいこえ)                               | 30.07.2003          |
| 19       | Раздражительная плакса «Накимбо окоримбо» (なきんぼ おこりんぼ)     | 06.08.2003          |
| 20       | Будущее для тебя «Мирай о Кимэ ни» (みらいをきみに)                 | 13.08.2003          |
| 21       | Невидимая стена «Миэнай Кабэ» (みえないかべ)                        | 20.08.2003          |
| 22       | Каждому — своё «Сорэдзорэ но Мити» (それぞれのみち)                 | 27.08.2003          |
| 23       | Поэтому ты и существуешь «Дакара Аната га Иру» (だからあなたがいる) | 03.09.2003          |
| 24       | Снова тьма «Футатаби но Ями» (ふたたびのやみ)                       | 10.09.2003          |
| 25       | Прощай «Саёнара» (さよなら)                                         | 17.09.2003          |
| 26       | Сверкающий голос «Кирамэки ва Коэ» (きらめきはこえ)                 | 24.09.2003          |

## Музыка
Музыку к сериалу написал Сэйко Нагаока, известный по таким работам как «El Hazard» и «Tenchi Muyo!». Открывающую и закрывающие темы сериала исполнил известный дуэт angela (Хирасато «KATSU» Кацунори и Ямасита «atsuko» Ацуко):
|         | Название                       | Перевод                                  | Музыка | Текст  | Исполнение | Серии                | Продолж. |
| ------- | ------------------------------ | ---------------------------------------- | ------ | ------ | ---------- | -------------------- | -------- |
| OP:     | «Asu e no Brilliant Road»      | яп. и англ. «Сверкающая дорога в завтра» | KATSU  | atsuko | angela     | 01-26                | 4:57     |
| ED № 1: | «綺麗な夜空» (кирэй на ёдзора) | яп. «Прекрасное ночное небо»             | KATSU  | atsuko | angela     | 01-10, 12, 14, 19    | 4:09     |
| ED № 2: | «The End of the World»         | англ. «Конец света»                      | KATSU  | atsuko | angela     | 11, 13, 15-18, 20-25 | 4:49     |
| ED № 3: | «Dear My Best Friend»          | англ. «Мой самый дорогой друг»           | KATSU  | atsuko | angela     | 26                   | 4:51     |

## Игры
По мотивам аниме было выпущено две игры, обе называются «Uchuu no Stellvia». Игра для Playstation 2 вышла 22 января 2004 года, для Game Boy Advance — 23 апреля 2004 г.